# Limenitis egregia
Limenitis egregia är en fjärilsart som beskrevs av Johannes Karl Max Röber 1927. Limenitis egregia ingår i släktet Limenitis och familjen praktfjärilar. Inga underarter finns listade i Catalogue of Life.